# Dirt 3
Pour les articles homonymes, voir Dirt.
Dirt 3 est un jeu vidéo de course de rallye automobile et il est le troisième de la série DiRT développé et publié par Codemasters, le logo « Colin McRae » est complètement retiré de cette itération (préalablement supprimé des versions américaines des jeux précédents de la série). Le jeu est sorti en Europe, en Amérique du Nord le 24 mai 2011 et deux jours plus tard en Australie sur les consoles PlayStation 3, Xbox 360 ainsi que pour Windows. La version japonaise de Dirt 3 est sortie le 25 août 2011.

## Système de jeu
Le principal mode de jeu consiste à ce que les joueurs gagnent des points de réputation dans divers évènements ce qui leur permet d'obtenir l'intérêt des commanditaires qui leur fournissent de nouveaux véhicules. Le joueur peut utiliser les retours en arrière comme dans Colin McRae: Dirt 2. Les retours en arrière peuvent être utilisés jusqu'à cinq fois dans n'importe quelle difficulté, mais cela coûte des points de réputation lorsqu'ils sont utilisés. Un nouveau mode gymkhana met le joueur dans une course à obstacles où il doit gagner des points en faisant des tricks.

### Circuits
Le jeu se passe en Norvège, en Finlande, aux États-Unis, à Monaco, au Royaume-Uni et au Kenya.
Chaque lieu propose des circuits différents adaptés pour les différents types de véhicules.
Plus tard, des contenus additionnels ont été publiés pour rajouter notamment Tokyo et Monte Carlo.

### Modes de jeu
Le jeu propose des courses de Rallye, de Rallycross, de TrailBlazer, de Land Rush, de Gymkhana, de Head2Head, que ce soit en solo ou en multijoueur. Le mode multijoueur propose des modes de jeu supplémentaires jouable uniquement en multijoueur en ligne.